# Photidae
Photidae es una familia de crustaceos anfípodos marinos. Sus 224 especies se distribuyen por todo el mundo.

## Clasificación
Se reconocen los siguientes géneros:
- Ampelisciphotis Pirlot, 1938
- Audulla Chevreux, 1901
- Corogammaropsis Tzvetkova, 1990
- Dodophotis G. Karaman, 1985
- Falcigammaropsis Myers, 1995
- Gammaropsis Liljeborg, 1855
- Graciliphotis Myers, 2009
- Latigammaropsis Myers, 2009
- Megamphopus Norman, 1869
- Microphotis Ruffo, 1952
- Papuaphotis Myers, 1995
- Paranaenia Chilton, 1884
- Photis Krøyer, 1842
- Podoceropsis Boeck, 1861
- Posophotis J. L. Barnard, 1979
- Rocasphotis Souza-Filho & Serejo, 2010
- Virgammaropsis Myers, 2009